# Cylindera minuta
Cylindera (Eugrapha) minuta – gatunek chrząszcza z rodziny biegaczowatych, podrodziny trzyszczowatych i plemienia Cicindelini.

## Opis
Niewielki chrząszcz, osiągający od 6 do 10 mm długości ciała. Ubarwiony jest brązowo bądź lekko zielonkawo-piżmowo, tylko z niewielkim połyskiem. Przedplecze nieco szersze niż długie, o zaokrąglonych bokach. Pokrywy o krawędziach prawie równoległych, nieco gwałtownie zwężające się ku wierzchołkowi. Wzór na pokrywach bladożółty lub zielonkawy, słabo widoczny.

## Występowanie
Występuje w południowych Indiach, Nepalu, Bangladeszu, Kambodży, Birmie, Kuangsi i Junnanie w Chinach, Tajlandii, Laosie, Wietnamie, Malezji, na Filipinach, Borneo, Jawie i Sumatrze.